# Expedice 65

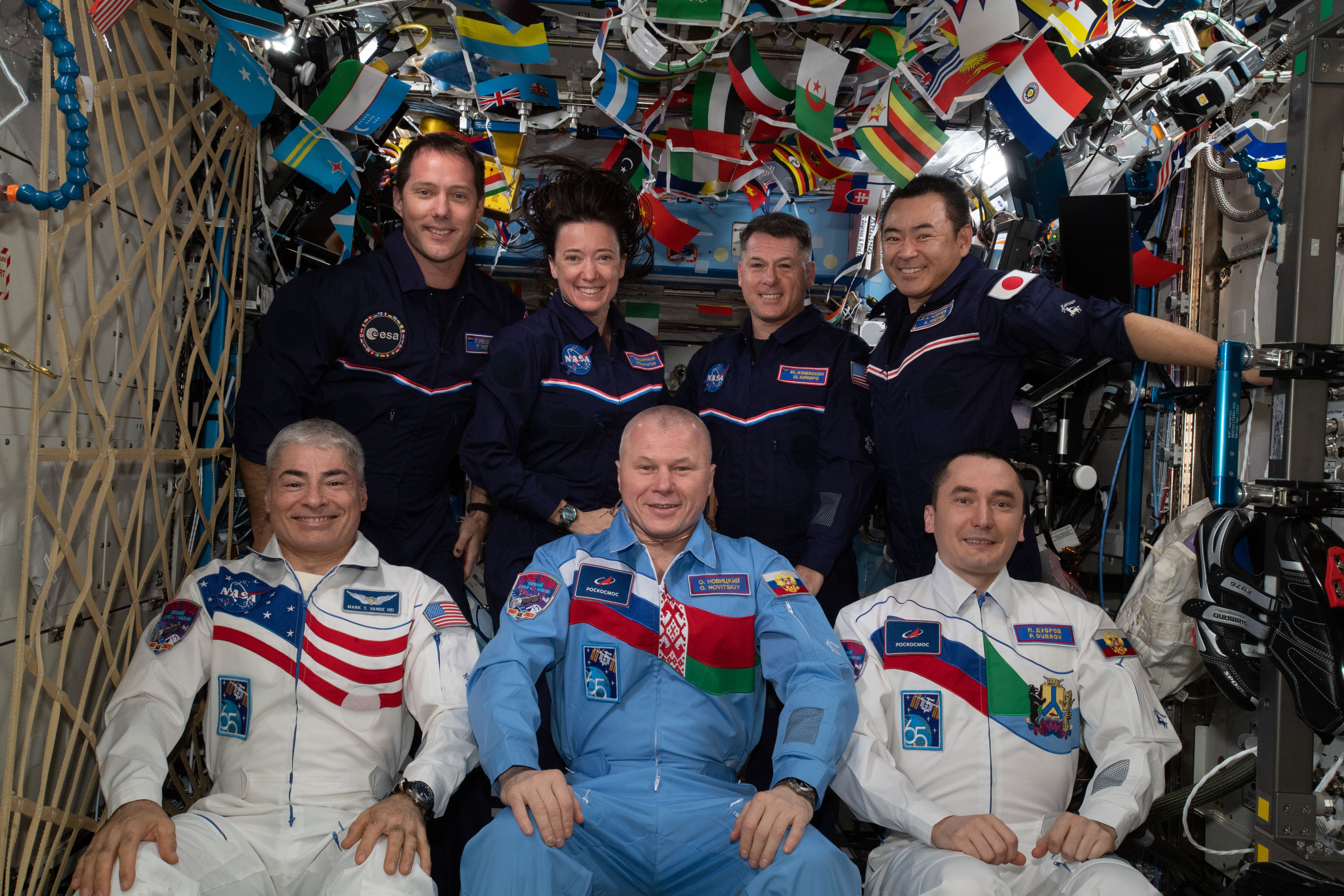
Společná fotografie posádky z paluby ISS, 10. července 2021: v přední řadě zleva Vande Hei, Novickij a Dubrov, v zadní řadě zleva Pesquet, McArthurová, Kimbrough a Hošide.

Expedice 65 byla šedesátá pátá dlouhodobá mise na Mezinárodní vesmírné stanici (ISS). Začala 17. dubna 2021 odletem Sojuzu MS-17 a skončila 17. října 2021 s odletem Sojuzu MS-18. Během Expedice 65 byl po 20 letech používání vyřazen z provozu dokovací modul Pirs a nahrazen nově vypuštěným vědeckým modulem Nauka. Sedmičlenná posádka uskutečnila 7 výstupů do volného prostoru o celkové délce 50 hodin.

## Posádka
Expedice 65 začala 17. dubna 2021 v 01:34 UTC odletem Sojuzu MS-17, jehož velitel Sergej Ryžikov o dva dny dříve předal velení nad ISS astronautce Shannon Walkerové. Ta spolu s dalšími třemi astronauty přiletěla na stanici v listopadu 2020 v lodi SpaceX Crew-1 a byla členkou předchozí Expedice 64.
Dlouhodobou posádku Expedice 65 tvoří ruští kosmonauti Oleg Novickij a Pjotr Dubrov a americký astronaut Mark Vande Hei, kteří se k ISS připojili 9. dubna 2021 v lodi Sojuz MS-18, a posádka letu SpaceX Crew-2, která se ke stanici připojila 24. dubna 2021 a jejímiž členy jsou američtí astronauti Robert Kimbrough a Katherine McArthurová, francouzský kosmonaut Thomas Pesquet a japonský astronaut Akihiko Hošide. Ten také od Shannon Walkerové 27. dubna 2021 před odletem SpaceX Crew-1 převzal velení nad stanicí. Walkerová se tak stala nejkratší dobu sloužícím velitelem ISS – funkci zastávala pouhých 12 dní. Před blížícím se koncem expedice, 4. října 2021, převzal velení nad stanicí od Akihika Hošide jeho kolega Thomas Pesquet.
V závěru Expedice 65, 5. října 2021, se k jejím členům na 12 dní připojila návštěvní posádka lodi Sojuz MS-19 v čele s kosmonautem Antonem Škaplerovem. Její další dva členové, ruský filmový režisér Klim Šipenko a ruská herečka Julija Peresildová, přiletěli kvůli natočení záběrů pro film Vyzov (rusky Вызов; doslovně Výzva) 17. října se vrátili na Zemi v Sojuzu MS-18 s jeho velitelem Olegem Novickým. Okamžikem jejich odpojení od stanice v 01:14:05 UTC Expedice 65 skončila. Kosmonaut Pjotr Dubrov a astronaut Markem Vande Hei, kteří na stanici přiletěli s Novickým v dubnu 2021, zůstali na palubě na delší dobu než obvyklých šest měsíců, spolu se Škaplerovem vytvořili ruskou část Expedice 66 a na Zemi se společně vrátí na jaře 2022 v Sojuzu MS-19.
Vývoj obsazení ISS shrnuje následující tabulka.
| kosmonaut/astronaut       | loď    | 17. – 24. dubna (2021 | 24. dubna – 2. května | 2. května – 5. října | 5. – 17. října          |
| ------------------------- | ------ | --------------------- | --------------------- | -------------------- | ----------------------- |
| Michael Hopkins (2)       | Crew-1 |                       |                       |                      |                         |
| Victor Glover (1)         | Crew-1 |                       |                       |                      |                         |
| Sóiči Noguči (3)          | Crew-1 |                       |                       |                      |                         |
| Shannon Walkerová (2)     | Crew-1 | velitel ISS           | velitel ISS           |                      |                         |
| Oleg Novickij (3)         | MS-18  |                       |                       |                      |                         |
| Pjotr Dubrov (1)          | MS-18  |                       |                       |                      |                         |
| Mark Vande Hei (2)        | MS-18  |                       |                       |                      |                         |
| Robert Kimbrough (3)      | Crew-2 |                       |                       |                      |                         |
| Katherine McArthurová (2) | Crew-2 |                       |                       |                      |                         |
| Akihiko Hošide (3)        | Crew-2 |                       |                       | velitel ISS          |                         |
| Thomas Pesquet (2)        | Crew-2 |                       |                       |                      | velitel ISS             |
|                           |        |                       |                       |                      |                         |
| Anton Škaplerov (4)       | MS-19  |                       |                       |                      | 《5. – 17. října 2021》 |
| Klim Šipenko (1)          | MS-19  |                       |                       |                      | 《5. – 17. října 2021》 |
| Julija Peresildová (1)    | MS-19  |                       |                       |                      | 《5. – 17. října 2021》 |

Legenda:
《 》členové návštěvní mise Sojuz MS-19
(V závorkách je uveden dosavadní počet letů do vesmíru včetně této mise.)

## Průběh letu
Kosmonauti Oleg Novickij a Pjotr Dubrov uskutečnili 2. června 2021 již 48. ruský výstup do volného prostoru (VKD-48). Trval od 05:53 UTC do 13:12 UTC, tedy celkem 7 hodin a 19 minut. Šlo o teprve druhý výstup do vesmíru z dokovacího prostoru modulu Poisk. Ten je součástí ISS od roku 2009, ale poprvé použit byl při předchozí ruské vycházce VKD-47 během Expedice 64 v listopadu 2020. Oba kosmonauti během svého vůbec prvního výstupu do volného prostoru  odstranili všechna spojení mezi stanicí a spojovacím modulem Pirs (kabely přibližovacího systému Kurs a zábradlí), aby mohl být podle plánu v červnu 2021 od stanice odpojen a poté nahrazen vědeckým modulem Nauka. Dále nahradili na modulu Zarja tlakový kontejner novým zařízením, přičemž původní kontejner navedli k Zemi, kde zanikne v atmosféře (tato výměna se za dobu existence ISS uskutečnila už potřetí). Také instalovali vybavení pro ruské vědecké experimenty ke studiu vlivu vesmírných podmínek na různé mikroorganismy a materiály.
V programu expedice byly naplánovány výstupy do volného prostoru také z amerického orbitálního segmentu (USOS) Mezinárodní vesmírné stanice za účelem instalace první dvojice ze sady šesti nových solárních panelů (Roll Out Solar Array, iROSA). Tu na stanici dovezla bezpilotní transportní mise SpaceX CRS-22 (k ISS se připojila 5. června v 09:09 UTC). Astronauti Kombrough a Pesquet si obleky pro vesmírnou vycházku oblékli 16. června a mimo stanici strávili 7 hodin a 15 minut. Kvůli poruše na Kimbroughově skafandru se nepodařilo instalaci a rozvinutí prvního panelu dokončit, a proto se jí astronauti museli věnovat i při další vycházce 20. června, která trvala 6 hodin a 28 minut. Během původně neplánované vycházky 25. června (celkem třetí v deseti dnech) pak za 6 hodin a 45 minut nainstalovali a rozvinuli také druhý panel.
Posádka také 24. června 2021 provedla rutinní změnu dráhy stanice zažehnutím motoru nákladní lodi Progress MS-16 v 02:40 UTC na celkem 466 sekund. To udělilo impuls 0,5 m/s a zvýšilo střední výšku dráhy stanice na 420,28 km, oběžná doba nově dosáhla 92,92 minuty. Další korekci posádka uskutečnila 21. srpna 2021 v 04:04 UTC, tentokrát pomocí motorů servisního modulu Zvezda, jehož zadní port (Zvezda aft) byl neobsazen. Oba korekční motory běžely 50 sekund a udělily stanici impuls 0,71 m/s. Po manévru se střední výška dráhy zvýšila na 420,91 km a oběžná doba na 92,93 minuty. Také třetí korekci dráhy během Expedice provedly motory modulu Zvezda – 11. září 2021 ve 18:54 UTC udělily po zapálení na 31 sekund stanici impuls 0,45 metru za sekundu, což podle předběžných údajů zvýšilo dráhu stanice o 750 metrů.
Kvůli očekávaném automatickému příletu lodi Boeing CST-100 Starliner na misi Boeing Orbital Flight Test 2 byl také proveden přesun SpaceX Crew-2 mezi spojovacími porty ISS. Loď s celou posádkou v přetlakových oblecích na palubě se automaticky odpojila od ISS 21. července 2021 v 10:45 UTC, vzdálila se od stanice o několik desítek metrů, manévrem se přemístila před horní port modulu Harmony (Harmony zenith) a v 11:35 UTC se k němu připojila. Přední port (Harmony forward) se tak uvolnil pro přílet Starlineru, jehož start byl naplánován na start 30. července 2021.

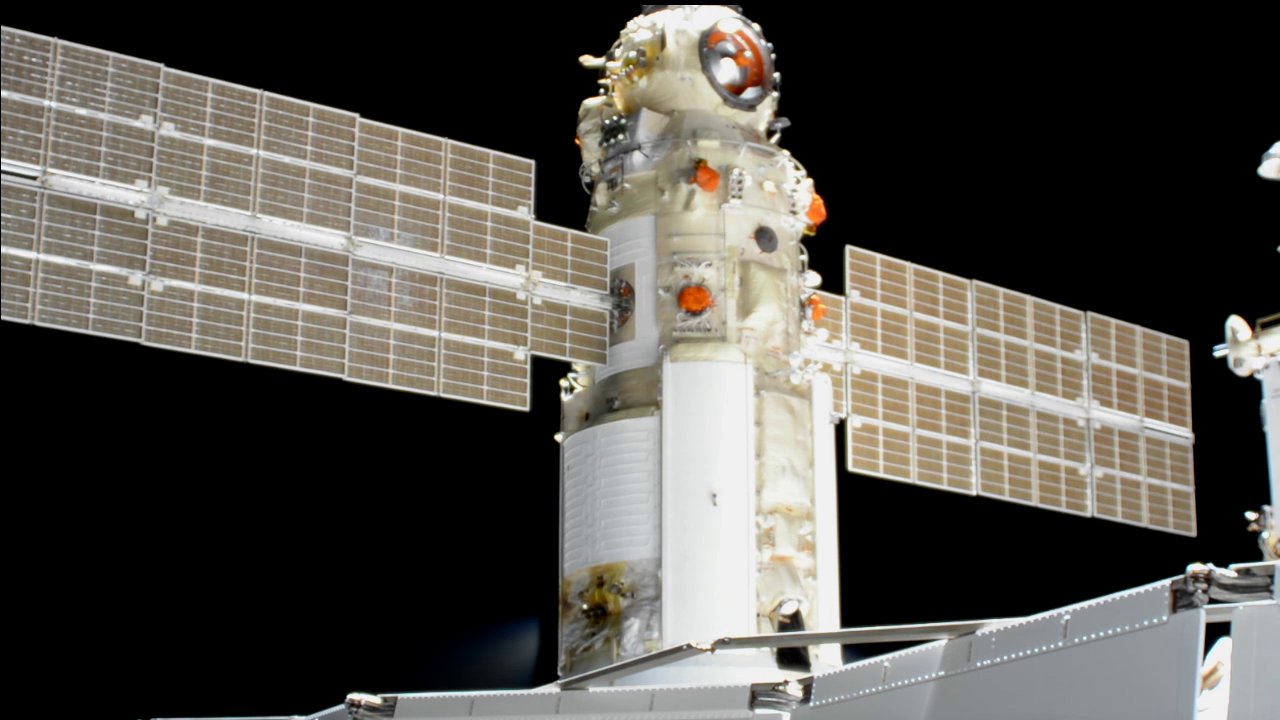
Modul Nauka po připojení k ISS, 29. července 2021

Modul Nauka se k ISS připojil 29. července v 13:29:01 UTC, ale tři hodiny poté se jeho motory v důsledku softwarové chyby samovolně spustily a způsobily otočení stanice kolem osy o 540 stupňů. Ačkoli nebylo zaznamenáno žádné poškození ISS a posádka nebyla mimořádnou situací nijak ohrožena, byly kvůli události dočasně přerušeny všechny činnosti, přičemž posádka stanice prováděla prověrky Nauky. Také byl a o 96 hodin odložen start Starlineru k letu Boeing Orbital Flight Test 2, který se však ani v odloženém termínu neodehrál a byl znovu posunut, tentokrát nejméně o čtvrt roku kvůli technickým potížím s ventily.
Počátkem září se odehrály první dvě z celkem až 11 plánovaných vycházek za účelem plného začlenění nového modulu Nauka do systémů ISS. Při výstupu zahájeném 3. září 2021 ve 14:41 UTC kosmonauti Pjotr Dubrov a Oleg Novickij připojili modul na elektrickou síť a datovou síť stanice a instalovali část zábradlí pro usnadnění pohybu při dalších výstupech. Výstup skončil po 7 hodinách a 54 minutách v 22:35 UTC. Oba kosmonauti se na další, jubilejní 50. ruskou vycházku z ISS vydali o šest dní později, 9. září ve 14:51 UTC. Dokončili propojení ethernetových kabelů, televizní sítě a systému setkání s přilétajícími kosmickými loděmi, nainstalovali další zábradlí a na modul Poisk umístili biologický experiment. Výstup trval 7 hodin a 25 minut a skončil v 22:16 UTC. Oba kosmonauti tak včetně výstupu 2. června strávili mimo stanici celkem 22 hodin a 38 minut.
Další výstup se odehrál hned o tři dny později, kdy do volného prostoru z ISS poprvé vystoupila dvojice, v níž nebyl ani jeden ruský kosmonaut nebo americký astronaut. Akihiko Hošide a Thomas Pesquet zahájili výstup 12. července ve 14:15 UTC. Jejich hlavním úkolem bylo sestavit a připevnit na část příhradové nosné konstrukce, označovanou P4, speciální konzoli, která později umožní instalaci a roztažení třetího ze šesti nových fotovoltaických panelů iROSA. Mezi další cíle výstupu patřila výměna zařízení, které měří elektrický nabíjecí potenciál polí a přidružených povrchů na nosné konstrukci, Hošide také mimo jiné provedl odběry vzorků mikrobů z povrchu stanice k inkubaci a analýze na Zemi. Výstup – pro Hošideho celkem čtvrtý a pro Pesqueta šestý – byl ukončen ve 21:09 UTC, tedy po 6 hodinách a 54 minutách. Celkem šlo o 12 výstup z ISS v roce 2021 a 7. pro Expedici 65.
Živo bylo také v posledních dnech září. Nejprve byla 24. září upravena dráha stanice, když byly v 14:38 UTC na 47,5 sekundy zapnuty dva korekční motory modulu Zvezda, čímž udělily stanici impuls 0,65 metru z sekundu a snížily výšku oběžné dráhy o 1,2 km. Průměrná orbitální výška ISS nad Zemí tak dosáhla 491,88 km. Dále posádka Sojuzu MS-18 přeparkovala svou loď z modulu Rassvet na nový vědecký modul Nauka. K odpojení od Rassvetu došlo 28. září v 12:21 UTC a k modulu Nauka se loď – jako vůbec první v historii – připojila o 43 minut později. A 30. září odletěla nákladní loď Cargo Dragon, mise SpaceX CRS-23.
První polovina října byla ve znamení návštěvy ruských filmařů Klima Šipenka a Julie Peresildové. Stanice také prostřednictvím hlavních motorů modulu Zvezda provedla 12. října další orbitální manévr, když zážehem trvajícím 38,9 sekundy při impulsu 0,54 metru za sekundu zvedla průměrnou výšku své oběžné dráhy o 940 metrů. Nově minimální výška dosahuje 419,44 km a maximální 441,21 km. Manévr byl označen za součást příprav na přílet další návštěvnické posádky na stanici v Sojuzu MS-20 v první polovině prosince 2021.
A 15. října 2021 v 9:02 UTC provedli ruští letoví dispečeři plánovaný test zážehu trysek kosmické lodi Sojuz MS-18 před jejím blížícím se návratem na Zemi. Zážeh trysek nečekaně pokračoval i po skončení testovacího okna, což způsobilo ztrátu kontroly nad polohou stanice 09:13 UTC. Letoví dispečeři kontrolu během půl hodiny obnovili a uvedli stanici zpět do stabilní konfigurace. Nikdo z 10 členů posádky nebyl událostí nijak ohrožen.

## Připojené pilotované a nákladní lodi, obsazení portů

### Porty ISS
ISS měla na začátku Expedice 65 celkem 8 portů umožňujících připojení jiného kosmického tělesa:
- přední port modulu Harmony (Harmony forward) – port na přídi stanice, mířící ve směru letu
- horní port modulu Harmony (Harmony zenith) – port mířící směrem od Země
- spodní modulu Harmony (Harmony nadir) – port mířící směrem k Zemi
- spodní port modulu Unity (Unity nadir)
- spodní port Rassvet (Rassvet nadir)
- spodní port modulu Pirs (Pirs nadir)
- horní port modulu Poisk (Poisk nadir)
- zadní port modulu Zvezda (Zvezda aft) – port na zádi stanice

Během trvání mise byl 26. července 2021 od stanice odpojen modul Pirs, čímž se dočasně uvolnil druhý port na modulu Zvezda. O tři dny později se ale k němu připojil nový vědecký modul Nauka se dvěma porty. Jeden z nich (Nauka nadir) míří směrem k Zemi a byl poprvé využit pro připojení lodi Sojuz MS-18, do konce roku by však k němu měl být připojen uzlový modul Pričal, který bude disponovat celkem dalšími pěti spojovacími porty. Druhý port modulu Nauka míří ve směru letu (Nauka forward) a bude použit pro připojení automatizované přechodové komory k vynášení materiálu pro venkovní experimenty z vnitřku modulu. Ta byla k ISS vynesena americkým raketoplánem už v roce 2010 a je dočasně připoutána k modulu Rassvet, aniž by byla používána.
ISS tak má na konci Expedice 65 celkem 9 portů umožňujících připojení jiného kosmického tělesa, kde v porovnání s předchozím seznamem chybí spodní port modulu Pirs a přibyly tyto dva nové porty:
- spodní port modulu Nauka (Nauka nadir)
- přední port modulu Nauka (Nauka forward)

### Připojené kosmické lodi
Při zahájení Expedice 65, kterým byl okamžik odpojení lodi Sojuz MS-17 od stanice, byly k ISS připojeny 2 pilotované a 3 nákladní kosmické lodi. Následující tabulka shrnuje pohyby kosmických lodí (přílety, odlety a přesuny mezi spojovacími porty ISS) po dobu trvání expedice, která podle plánu skončí 17. října 2021 v okamžiku odpojení lodi Sojuz MS-18 od stanice.
| port |        | Harmony forward  | Harmony zenith   | Harmony nadir | Unity nadir  | Rassvet nadir  | Pirs nadir     | Nauka nadir    | Poisk zenith   | Zvezda aft     |
| --- | ------ | ---------------- | ---------------- | ------------- | ------------ | -------------- | -------------- | -------------- | -------------- | -------------- |
| | (stav) |                  | SpaceX Crew-1    |               | Cygnus NG-15 | Sojuz MS-18    | Progress MS-16 |                | Sojuz MS-17    | Progress MS-14 |
| 17.04.2021                                                                                              | odlet  |                  |                  |               |              |                |                |                | Sojuz MS-17    |                |
| Konec Expedice 64 a začátek Expedice 65 – 17. dubna 2021 v 01:34 UTC (odpojení Sojuzu MS-17 od stanice) |        |                  |                  |               |              |                |                |                |                |                |
| 24.04.2021                                                                                              | přílet | SpaceX Crew-2    |                  |               |              |                |                |                |                |                |
| 27.04.2021                                                                                              | odlet  |                  |                  |               |              |                |                |                |                | Progress MS-14 |
| 02.05.2021                                                                                              | odlet  |                  | SpaceX Crew-1    |               |              |                |                |                |                |                |
| | (stav) |                  |                  |               |              |                |                |                |                |                |
| 05.06.2021                                                                                              | přílet |                  | SpaceX CRS-22    |               |              |                |                |                |                |                |
| 29.06.2021                                                                                              | odlet  |                  |                  |               | Cygnus NG-15 |                |                |                |                |                |
| | (stav) |                  |                  |               |              |                |                |                |                |                |
| 02.07.2021                                                                                              | přílet |                  |                  |               |              |                |                |                | Progress MS-17 |                |
| 08.07.2021                                                                                              | odlet  |                  | SpaceX CRS-22    |               |              |                |                |                |                |                |
| | (stav) |                  |                  |               |              |                |                |                |                |                |
| 21.07.2021                                                                                              | přesun | SpaceX Crew-2 -> | -> SpaceX Crew-2 |               |              |                |                |                |                |                |
| 26.07.2021                                                                                              | odlet  |                  |                  |               |              |                | Progress MS-16 |                |                |                |
| | (stav) |                  |                  |               |              |                |                |                |                |                |
| 12.08.2021                                                                                              | přílet |                  |                  |               | Cygnus NG-16 |                |                |                |                |                |
| 28.09.2021                                                                                              | přesun |                  |                  |               |              | Sojuz MS-18 -> |                | -> Sojuz MS-18 |                |                |
| 30.08.2021                                                                                              | přílet | SpaceX CRS-23    |                  |               |              |                |                |                |                |                |
| 30.09.2021                                                                                              | odlet  | SpaceX CRS-23    |                  |               |              |                |                |                |                |                |
| | (stav) |                  |                  |               |              |                |                |                |                |                |
| 05.10.2021                                                                                              | přílet |                  |                  |               |              | Sojuz MS-19    |                |                |                |                |
| 17.10.2021                                                                                              | odlet  |                  |                  |               |              |                |                | Sojuz MS-18    |                |                |
| Konec Expedice 65 a začátek Expedice 66 – 17. října 2021 v 01:14 UTC (odpojení Sojuzu MS-18 od stanice) |        |                  |                  |               |              |                |                |                |                |                |
| | (stav) |                  | SpaceX Crew-2    |               | Cygnus NG-16 | Sojuz MS-19    |                |                | Progress MS-17 |                |

Legenda:
-> označuje směr přesunu lodi k jinému portu